# Black Veil Brides

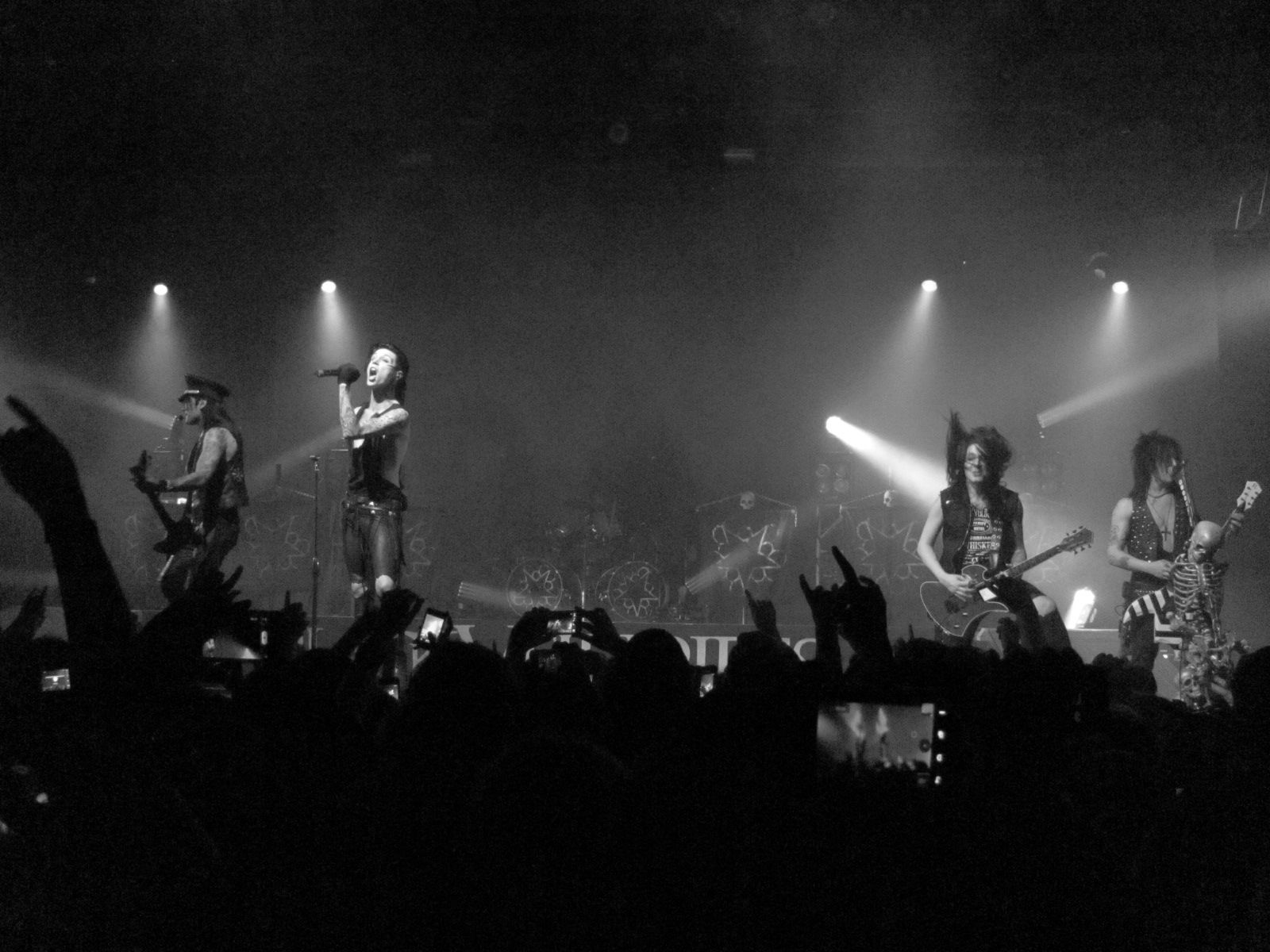
Ianuarie 2013, Black Veil Brides in concert

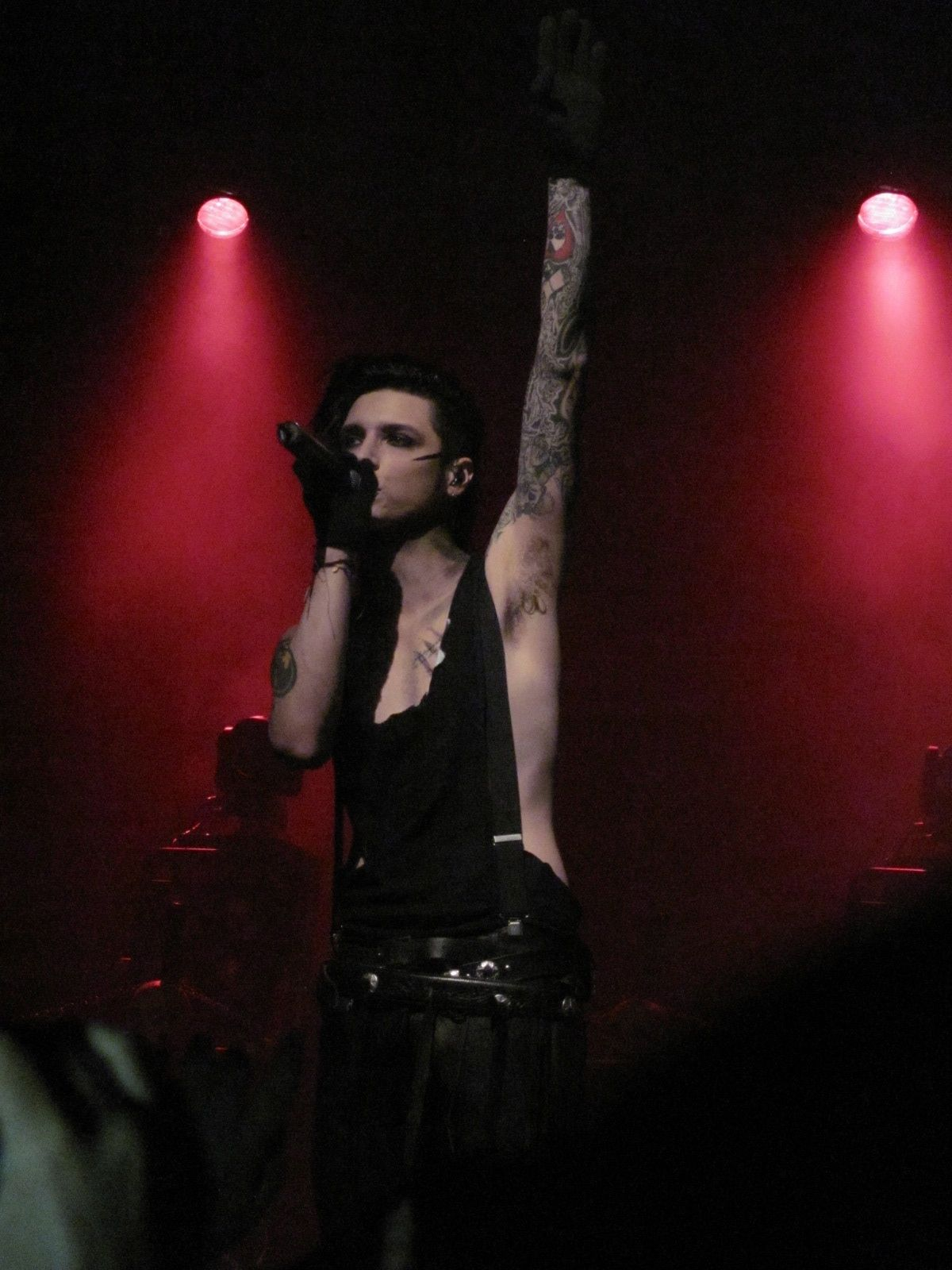
Ianuarie 2013, Andy Biersack, vocalistul trupei Black Veil Brides

Black Veil Brides este o formație rock americană, înființată în Cincinnati, Ohio, în 2006. În componența sa curentă sunt Andrew "Andy" Biersack (voce), Lonny Eagleton (chitară bas), Jake Pitts (chitară), Jinxx (chitară, vioară), și Christian „CC” Coma (baterie). Membrii formației Black Veil Brides sunt cunoscuți pentru aspectul lor special, inspirat în mare parte de trupa Kiss (machiajul excentric caracteristic), precum și alte trupe glam metal ale anilor 1980. Unii fani dezinformați confundă formația cu una de black metal, însă imagistica cât și muzica acestora este cu mult depărtată de acest gen.

## Istorie

### Primii ani și albumul de debut (2006–2011)
Black Veil Brides a fost înființată în anul 2006 cu numele „Brides” și avându-i ca membri pe Andrew Biersack (voce), Johnny Herold (chitară) și Phil Cenedella (baterie), în Delhi, Ohio. La scurt timp au fost contactați pe Myspace de către Nate Shipp (chitară) și de către Chris Riesenberg (baterie). Și-au înregistrat primul EP „Sex & Hollywood” în 2007, însă au început să prindă faimă cu melodia „Knives and Pens” din 2008, a cărui videoclip a avut peste 100 de milioane vizualizări pe YouTube.
La sfârșitul lui noiembrie 2009, David „Pan” Burton părăsește grupul din cauza neînțelegerilor și diferențelor de opinie dintre membri. La scurt timp după plecarea sa, a început să lucreze la proiectul „House of Glass”, împreună cu fostul chitarist al trupei Black Veil Brides, Chris „Hollywood” Bluser. Demouri au fost postate pe MySpace, cu versuri scrise de Biersack. Black Veil Brides răspund, spunând că demourile erau de pe următorul lor album, și că Pan și-a înregistrat vocea peste ele. Pan susține că ar fi scris versurile înainte să se alăture formației, și că demourile erau făcute după cum trebuia să fie piesele originale. Pentru că aceste demouri au fost lansate înaintea albumului We Stitch These Wounds, formația a schimbat titlurile piesei „Funeral in Flames” în „Beautiful Remains” și al piesei „Alive and Burning” în „All Your Hate”, dar „Sweet Blasphemy” își păstrează numele original.
În septembrie 2009, folosind același nume, Black Veil Brides semnează un contract cu casa de discuri StandBy Records. În decembrie 2009 trupa pleacă în primul lor turneu american numit On Leather Wings.
Albumul de debut al trupei, intitulat We Stitch These Wounds, a fost lansat pe 13 iulie 2010 și a vândut peste 10.000 copii în prima săptămână, fiind pe locul 36 în Billboard Top 200 chart și pe locul 1 în Billboard Independent chart. Stilul muzical al albumului este metalcore, stil ce urmează să fie abandonat în favoarea stilului hard rock/heavy metal/glam metal. La sfârșitul lui 2010, Black Veil Brides pleacă în turneu cu trupele The Birthday Massacre, Dommin și Aural Vampire.
Pe data de 14 ianuarie 2011, lansează un nou album, "Set the World on Fire", incluzând unsprezece melodii si o melodie bonus in magazinul virtual, iTunes. De asemenea, a fost valabil si un videoclip, prezentând formatia, doar pentru cei ce au facut pre-order (comandã înainte de lansare).

Tot în acest an, Black Veil Brides au lansat un nou EP "Rebels", incluzând doua melodii cover de la Billy Idol si Kiss si o melodie originalǎ.

Inspre sfarsitul lunii martie a anului 2012, solistul trupei, Andy Biersack, a anunțat pe twitter că o nouã melodie, numitã "Unbroken" va fi inclusã pe linia melodicã a filmului "Avengers".

### Wretched and Divine: The Story of the Wild Ones și Black Veil Brides (2013-2014)
În anul 2013, Black Veil Brides și-au lansat al treilea album, Wretched and Divine: The Story of the Wild Ones prin Lava Records/Universal Republic Records. Include single-urile In the End, Revelation, Wretched and Divine și We Don't Belong. În principal, albumul este unul de hard rock/heavy metal și include elemente de gothic rock, punk rock, muzică simfonică și spoken word.
Albumul auto-intitulat al Black Veil Brides a fost lansat în 2014 și cuprinde single-urile Heart of Fire, Faithless și Goodbye Agony.

### Vale (2016-prezent)
În 12 ianuarie 2018 trupa Black Veil Brides și-a lansat noul album numit Vale,după 3 ani de inactivitate.Albumul a fost înregistrat în 2016-2017 și prima piesă numită The Outsider a ieșit pe YouTube la finalul anului 2016.În septembie 2017 o piesă nouă numită My Vow a ieșit pe YouTube alături de piesa The Outsider care a fost lansată inițial pe primul canal al trupei nu pe cel de Vevo.Următoarea piesă pe care trupa o cântă și live se numește When They Call My Name și a fost lansată în noiembrie 2017.Altă piesă de pe noul album numită The Last One a fost lansată,dar trupa a ales să nu o pună pe YouTube.În 12 ianuarie când a ieșit noul album trupa a scos piesa Wake Up alături de un videoclip muzical.Restul pieselor nu au fost publicate pe YouTube de către trupă.Cu 2 zile înaintea lansării albumului Black Veil Brides alături de Asking Alexandria a susținut primul concert din cadrului turneului numit Ressurection Tour după 2 ani de când nu au mai cântat live.Single-urile albumului sunt:The Outsider,My Vow,When They Call My Name,The Last One,Wake Up, Our Destiny, The King Of Pain, Vale (This Is Where Is The Ends), Dead Man Walking (Overture II), Throw The First Stone și Ballad Of The Lonely Hearts.Piesa Wake Up a ajuns la 1 milion de vizionări în primele 3 zile de când a fost lansată.Până acum piesa a ajuns la 10 milioane de vizionări pe YouTube.Cel mai probabil trupa va mai scoate un videoclip muzical pentru că albumul Vale la fel ca și Wretched And Divine are o poveste,iar povestea trebuie să continue.

## Membri
Membri actuali
- Andy  Biersack - voce (2006-prezent), chitară bas (2006-2009)
- Jake Pitts - lider chitară (2009-prezent)
- Jinxx - chitară/vioară (2009-prezent)
- Lonny Eagleton - chitară bas (2019-prezent)
- Christian „Coma” Mora - baterie (2010-prezent)

Foști membri
- Sandra Alvarenga – baterie (2008-2010)
- Chris „Hollywood” Bluser – chitară (2008-2009)
- David „Pan” Burton – chitară (2008-2009)
- Johnny Herold – lider chitară (2006-2008)
- Nate Shipp – chitară (2007-2008)
- Phil Cenedella – chitară bas (2006-2008)
- Chris „Craven” Riesenberg – baterie (2007-2008)
- Ashley Purdy - chitară bas (2009-2019)

## Discografie

### Albume/EP-uri
2007 - Sex And Hollywood - EP                                                                                                                                                                                                                          2010 - We Stitch These Wounds                                                                                                                                                                                                                           2011 - Set The World On Fire                                                                                                                                                                                                                                2011 - Rebels - EP                                                                                                                                                                                                                                                       2013 - Wretched And Divine:The Story Of The Wild Ones                                                                                                                                                                                        2013 - Wretched And Divine:The Story Of The Wild Ones - Ultimate Edition                                                                                                                                                              2014 - Black Veil Brides IV                                                                                                                                                                                                                                                    2014 - Alive And Burning - Live                                                                                                                                                                                                                               2018 - Vale

### Discuri single
2009 - Knives And Pens                                                                                                                                                                                                                                          2010 - Perfect Weapon                                                                                                                                                                                                                                         2011 - Fallen Angels                                                                                                                                                                                                                                           2011 - The Legacy                                                                                                                                                                                                                                                       2011 - Rebel Love Song
2012 - Unbroken                                                                                                                                                                                                                                                                    2012 - In The End                                                                                                                                                                                                                                                    2013 - Revelation                                                                                                                                                                                                                                                                   2013 - We Don't Belong                                                                                                                                                                                                                                                                                                                                                                                                                                                                                             2014 - Heart Of Fire                                                                                                                                                                                                                                               2014 - Goodbye Agony                                                                                                                                                                                                                                            2014 - Faithless                                                                                                                                                                                                                                                                                         2017 - The Outsider                                                                                                                                                                                                                                                        2018 - My Vow                                                                                                                                                                                                                                                            2018 - When They Call My Name                                                                                                                                                                                                                                                 2018 - The Last One                                                                                                                                                                                                                                                        2018 - Wake Up                                                                                                                                                                                                                                                       2018 - Ballad Of The Lonely Hearts

### Videoclipuri
2009 - Knives And Pens - 110.000.000 vizionari - regizat de Patrick Fogarty                                                                                                                                                 2010 - Perfect Weapon - 18.000.000 vizionari - regizat de Patrick Fogarty                                                                                                                                                               2011 - Fallen Angels - 62.000.000 vizionari - regizat de Nathan Cox                                                                                                                                                                     2011 - The Legacy - 33.000.000 vizionari - regizat de Patrick Fogarty                                                                                                                                                               2011 - Rebel Love Song - 26.000.000 vizionari - regizat de Patrick Fogarty                                                                                                                                                         2012 - Coffin - 16.000.000 vizionari - regizat de Patrick Fogarty                                                                                                                                                                             2012 - In The End - 107.000.000 vizionari - regizat de Patrick Fogarty                                                                                                                                                                     2014 - Heart Of Fire - 28.000.000 vizionari - regizat de Patrick Fogarty                                                                                                                                                                2014 - Goodbye Agony - 29.000.000 vizionari - regizat de Patrick Fogarty                                                                                                                                                                2018 - Wake Up - 10.000.000 vizionari - regizat de Robby Starbuck          